# Angelo Petrozzani

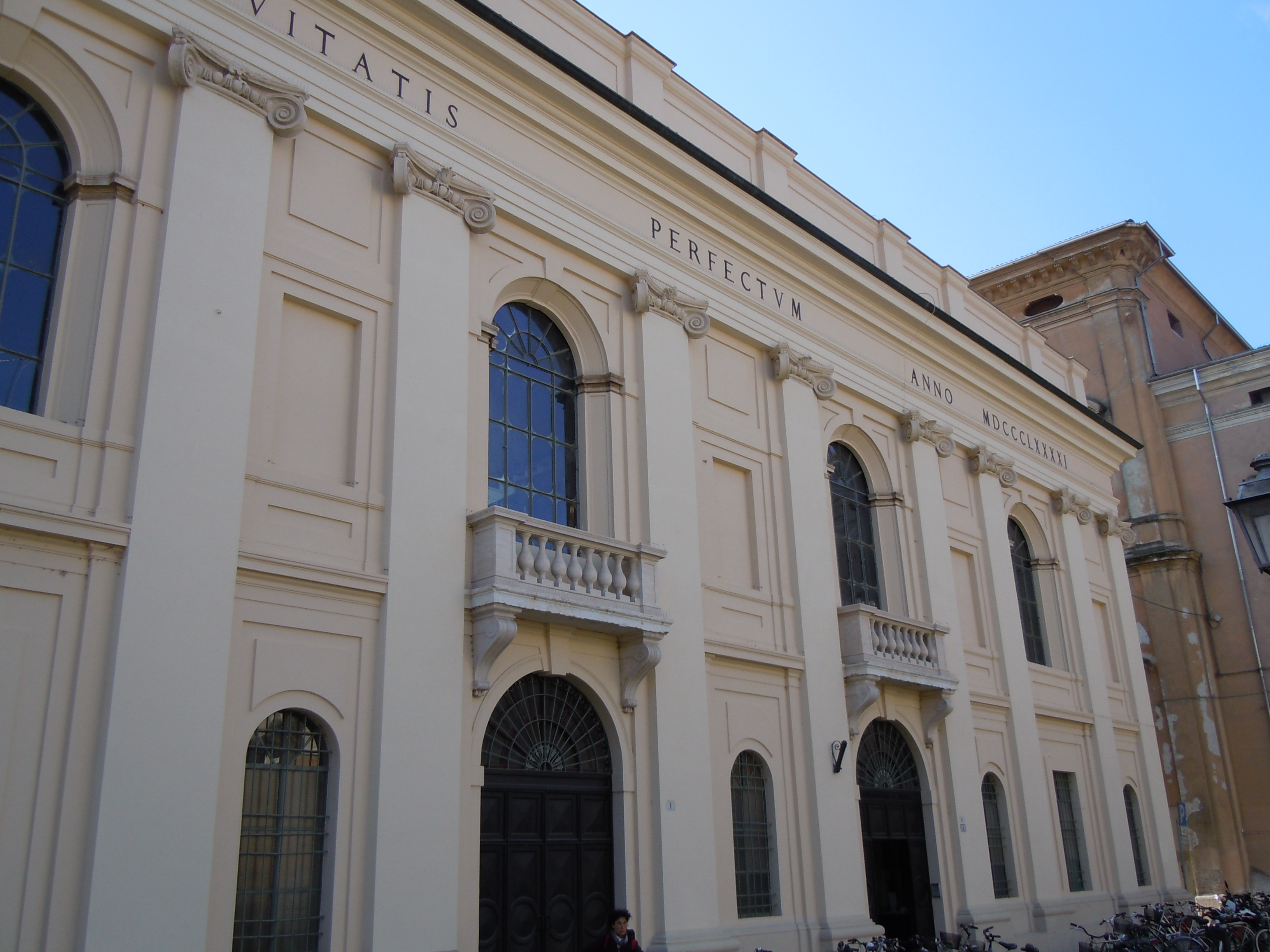
Mantova, Palazzo dell'Accademia nazionale virgiliana

Angelo Petrozzani (Mantova, 10 febbraio 1741 – Mantova, 10 giugno 1814) è stato un avvocato e letterato italiano.

## Biografia
Il conte Angelo Petrozzani nacque da nobile famiglia modenese. Laureatosi in legge nel 1765, fu presidente del tribunale di Mantova e presidente dell'Accademia nazionale virgiliana dal 1798 al 1801.